# Rahotep
Sekemrevahkau Rahotep je bil faraon Sedemnajste egipčanske dinastije, ki je vladala v drugem vmesnem obdobju Eipta.  Egiptologa Kim Ryholt in  Darrell Baker sta prepričana, da je bil prvi vladar Sedemnajste dinastije in vladal od 1580 do 1576 pr. n. št.

## Dokazi
Rahotep je dobro znan s stele, odkrite v Koptosu, ki poroča o obnovi tamkajšnjega Minovega templja. Dokazan je tudi na apnenčasti steli, ki je zdaj v Britanskem muzeju (BM EA 833),  na kateri daruje Ozirisu za pokojnega častnika in svečenika, in loku Rahotepovega sina, posvečenega "služenju Minu na vseh njegovih praznikih".
V pripovedi Honsuemhem in duh iz poznega Novega kraljestva nastopa duh, ki trdi, da je bil "nadzornik zakladov faraona Rahotepa". Duh trdi tudi to, da je Rahotep umrl v 14. vladarskem letu kasnejšega faraona Mentuhotepa. Trditvi sta neskladni, ker noben Rahotepov naslednik z imenom Mentuhotep ni vladal tako dolgo, kar otežuje prepoznavanje obeh vladarjev.

## Vladanje
Ryholt in  Baker sta prepričana, da je bil Rahotep prvi vladar Sedemnajsta dinastije, medtem ko ga Jürgen von Beckerath šteje za drugega vladarja te dinastije. Claude Vandersleyen ga je zaradi prepričanja, da je bil v sorodu s Sobekemsafom I.,  umestil v Trinajsto dinastijo. Z njim se strinja egiptolog Vandersleyen,  Baker pa ima njune trditve za "šibke in jih večina znanstvenikov zavrača".
Če je bil Rahotep res vladar zgodnje Sedemnajste dinastije, je vladal samo v Gornjem Egiptu do Abidosa na severu. Po Ryholtovi rekonstrukciji drugega vmesnega obdobja Egipta je začel vladati kmalu po propadu Šestnajste dinastije zaradi hiške zasedbe Teb in njihovem takojšnjem umiku iz regije. Hiksi so pred umikom oplenili in opustošili egipčanske templje in palače. Rahotep se je kasneje ponašal s tem, da je "obnovil templje v Abidosu in Koptosu". V Koptosu je obnovil obzidje Ozirisovega templja in Minov tempelj, v katerem sta bila "uničena vhod in vrata". Njegova trditev je sporna, ker nekaj znanstvenikov meni, da niso Hiksi nikoli osvojili Teb. Prepričani so, da so bili faraoni  Gornjega Egipta hiški vazali.